# Santa Marina Salina
Santa Marina Salina là một đô thị ở tỉnh Messina trong vùng Sicilia của Italia, có vị trí cách khoảng 140 km northvề phía đông của Palermo và vào khoảng 70 km về phía tây bắc của Messina. Tại thời điểm ngày 31 tháng 12 năm 2004, đô thị này có dân số 818 người và diện tích là 8,7 km².

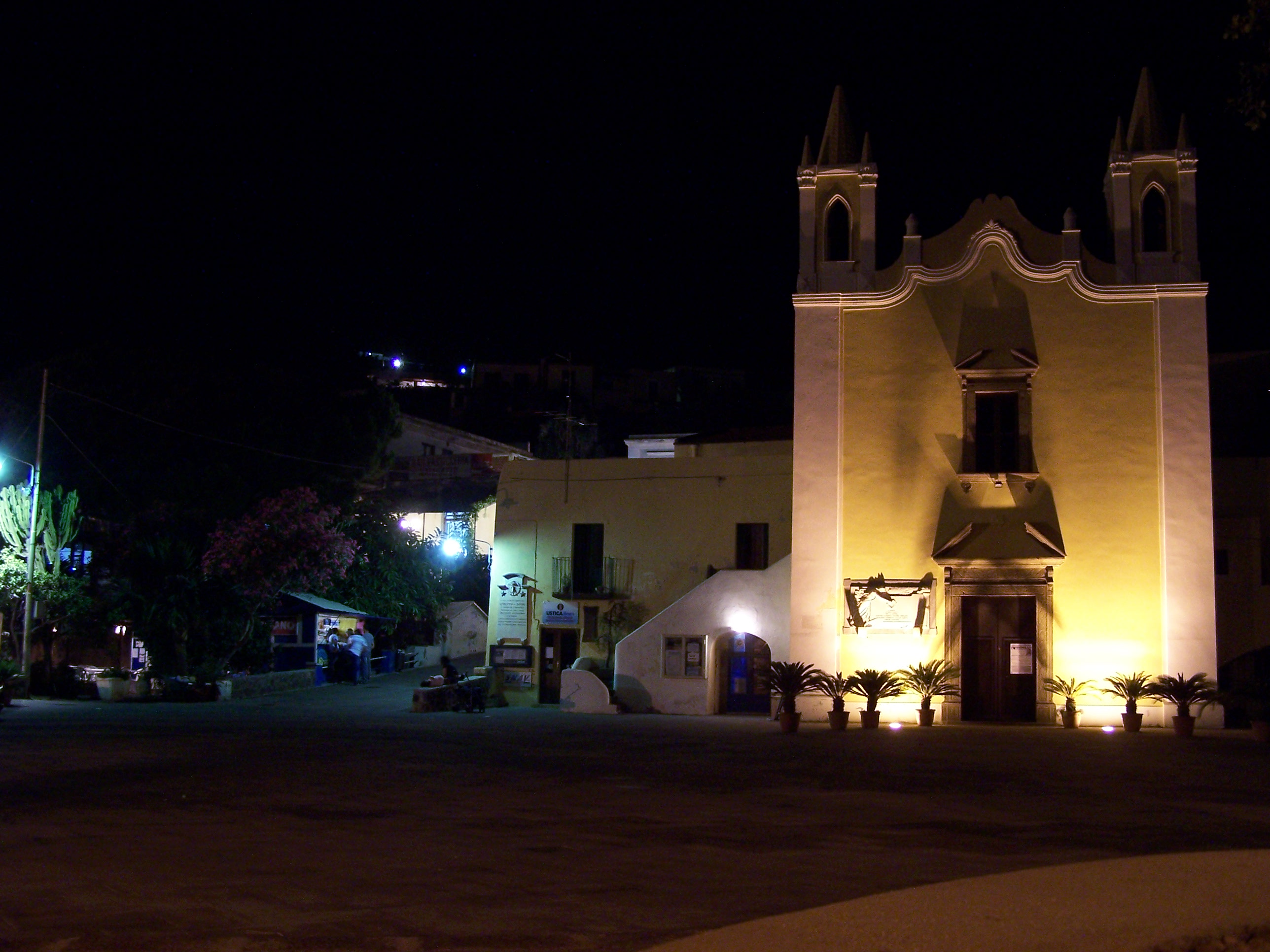
Santa Maria Salina at night

Santa Marina Salina giáp các đô thị: Leni, Malfa.